# Alekséi Spiridónov
Alekséi Spiridónov (Unión Soviética, 20 de noviembre de 1951-9 de abril de 1998) fue un atleta soviético, especializado en la prueba de lanzamiento de martillo en la que llegó a ser subcampeón olímpico en 1976.

## Carrera deportiva
En los JJ. OO. de Montreal 1976 ganó la medalla de plata en el lanzamiento de martillo, con una marca de 76.08 metros, quedando en el podio tras su compatriota Yuri Sedyj y por delante de otro soviético Anatoli Bondarchuk (bronce).